# Astidamia (esposa d'Acastos)
Astidamia (en grec antic: Ἀστυδάμεια) va ser, segons la mitologia grega, una filla de Creteu, rei de Tessàlia. De vegades s'anomena Hipòlita.
Es va casar amb Acastos, fill de Pèlias, rei de Iolcos, i d'Anaxíbia, que va ser un dels argonautes. Acastos tenia com a hoste Peleu, al que havia purificat d'haver provocat la mort accidental del rei Eurició del Regne de Ftia, durant la cacera del senglar de Calidó. Astidamia es va enamorar de Peleu, però l'heroi la va rebutjar. Ressentida, va enviar un missatger a Antígona, esposa de Peleu i filla d'Eurició, explicant-li que Peleu anava a casar-se amb la filla d'Acastos, Estèrope, cosa que va provocar que Antígona es pengés.
Pensant que la seva venjança no era suficient, Astidamia va explicar llavors a Acastos que Peleu havia intentat violar-la. Però Acastos no gosava matar un hoste al que acabava de purificar, i va convidar-lo a una cacera al Pèlion, on Peleu, en un descans, es va adormir. Acastos li va sostreure l'espasa i el va deixar sol i indefens i el van atacar uns centaures que gairebé el maten, però Quiró (o potser Hermes) li va tornar l'espasa i va aconseguir escapar. Llavors Peleu va saquejar Iolcos, de vegades es diu que ajudat per Jàson i els Dioscurs. Va desmembrar Astidamia, marxant amb el seu exèrcit entre les seves restes. Acastos i Astidamia havien mort, i el regne va anar a parar al fill de Jàson, Tèssal.
Acastos i Astidamia van tenir una altra filla a més d'Estèrope, Laodamia. Apol·lodor els atribueix una altra filla, Estènele, esposa de Meneci i mare de Pàtrocle.